# Municipio de Canville
El municipio de Canville (en inglés: Canville Township) es un municipio ubicado en el condado de Neosho en el estado estadounidense de Kansas. En el año 2010 tenía una población de 550 habitantes y una densidad poblacional de 4,47 personas por km².

## Geografía
El municipio de Canville se encuentra ubicado en las coordenadas 37°35′40″N 95°26′36″O / 37.59444, -95.44333. Según la Oficina del Censo de los Estados Unidos, el municipio tiene una superficie total de 123.08 km², de la cual 122,69 km² corresponden a tierra firme y (0,32 %) 0,4 km² es agua.

## Demografía
Según el censo de 2010, había 550 personas residiendo en el municipio de Canville. La densidad de población era de 4,47 hab./km². De los 550 habitantes, el municipio de Canville estaba compuesto por el 97,09 % blancos, el 1,27 % eran amerindios, el 0,73 % eran de otras razas y el 0,91 % eran de una mezcla de razas. Del total de la población el 1,64 % eran hispanos o latinos de cualquier raza.